# Secularisme
Secularisme (Latijn: saeculum, 'wereldlijk' of 'een periode van honderd jaar') is de overtuiging dat religie en geloof geen invloed mogen uitoefenen op de maatschappij. De term wordt al sinds de oudheid gebruikt, maar had toen nog geen link met religiositeit. Het werd gebruikt als tijdsaanduiding. Secularisme werd in de Middeleeuwen verbonden met religie en steeds vaker gebruikt tijdens de Verlichting. Uiteindelijk zou de term gepopulariseerd worden door George Holyoake in de negentiende eeuw. Er is tegenwoordig geen eenduidige definitie van de term secularisme en het heeft verschillende verschijningsvormen in verschillende landen. 
Sommige secularisten willen dat religie een privézaak is en ze vinden dat de staat er geen mening of beleid over hoort te hebben. Ze willen ook de cultuuraspecten die uit religie afkomstig zijn, verwijderen. Vandaar dat populaire christelijke feestdagen zoals Kerstmis en Pasen in toenemende mate geseculariseerd zijn, en is het gebruikelijk voor mensen van elk geloof, of zonder geloof, om deze feestdagen te vieren.

## Voorbeelden
- Het scherpe onderscheid tussen kerk en staat in de Amerikaanse constitutie is nog een voorbeeld van secularisme; op staatsscholen wordt bidden tijdens schooltijd niet toegestaan.

- De evolutietheorie in de westerse opvoeding wordt soms gezien als een ander voorbeeld van secularisme, vooral wanneer alternatieve mogelijkheden van kosmische schepping worden uitgesloten.

- De scheiding tussen kerk en staat is een belangrijk principe in veel westerse staten. Er is geen verstrengeling tussen religieus gezag en overheidsmacht (ofwel wereldlijk gezag), maar dit sluit niet uit dat er een religie kan zijn die een bevoorrechte positie heeft.

- Seculiere staten gaan een stapje verder: de staat tracht zich neutraal op te stellen tegenover alle religies, voor zover deze de burgerlijke wetgeving integraal erkennen en respecteren.[bron?] Deze staten beschermen hun onderdanen ook tegenover eventuele religieus gemotiveerde inbreuken op hun rechten.  In radicaal seculiere of secularistische staten worden de meeste vormen van religie zelfs verbannen uit het publiek domein. Religieuze overtuiging mag daardoor enkel binnen de private levenssfeer geuit worden. Frankrijk is een van de bekendste voorbeelden hiervan, waar het laïcisme wordt gepraktiseerd door de overheid. Degenen die de religie zo sterk uit het maatschappelijke leven willen weren, worden door sommige van hun tegenstanders ook wel verlichtingsfundamentalisten genoemd.

## Oorsprong
Het secularisme vindt zijn oorsprong in de verlichting, waarin bepaalde filosofen zoals Voltaire zich afkeerden van een godsbesef en beweerden louter binnen de menselijke kennis en wetenschap een antwoord te kunnen vinden op existentiële vragen.
Secularisering is de toenemende oriëntatie van de mens op deze wereld, het aardse. De interesse in, het belang van, en de betrokkenheid op projecties in een transcendente werkelijkheid boven de dagelijkse realiteit neemt af. De secularisatietheorie is niet onomstreden, integendeel, het is wellicht niet alleen het meest centrale maar ook het meest betwistbare begrip binnen de godsdienstsociologie.
Een vroege voorloper is wellicht het middeleeuwse antisacerdotalisme dat in de twaalfde tot veertiende eeuw veel aanhang kende in de grote Belgische en Nederlandse steden, bijvoorbeeld Tanchelijn in Antwerpen.

## Begripsverwarring
- Secularisatie is, strikt genomen, het onteigenen van bezit van de kerk. Het gaat hier dan meestal om het bezit van land en kloosters dat overgaat van de Katholieke Kerk op de staat.
- Ontkerkelijking is het proces waarbij de kerk als instituut invloed verliest in de maatschappij en het aantal kerkleden sterk daalt. Hieronder valt de trend dat steeds minder mensen de kerk bezoeken, en ook de scheiding van kerk en staat. Ook het specifiekere begrip secularisatie zou hieronder geschaard kunnen worden. Maar secularisatie wordt tegenwoordig soms ook wel meer algemeen gebruikt als synoniem voor ontkerkelijking.[2][3]
- Secularisering is de neergang van het belang van religie als levenshouding in een maatschappij. Ontkerkelijking zou onder dit brede begrip geschaard kunnen worden. Secularisatie wordt vaak met secularisering verward: soms wordt dan ook wel secularisatie gebruikt als eigenlijk meer algemeen secularisering bedoeld wordt.
- Secularisme is de stroming die zich beijvert voor secularisering van staat en maatschappij: secularisten proberen de invloed van kerk en religie terug te dringen. Hier tegenover staat de stroming van het confessionalisme (politiek-ideologisch).
- Binnen het christendom staat het begrip seculier (wereldlijk) tegenover regulier (van een kloosterorde). Een seculier priester is een geestelijke die niet is aangesloten bij een reguliere orde, dan wel geen kloosterling is. Zie bijvoorbeeld Seculiere kanunnik versus Reguliere kanunnik.